# Francisco Reis Ferreira
Francisco Reis Ferreira (sinh ngày 26 tháng 3 năm 1997), hay Ferro, là một cầu thủ bóng đá người Bồ Đào Nha thi đấu cho Benfica B ở vị trí trung vệ.

## Sự nghiệp câu lạc bộ
Ferreira sinh ra ở Oliveira de Azeméis, Bồ Đào Nha. Ngày 30 tháng 1 năm 2016, anh có màn ra mắt cho Benfica B trong chiến thắng tại Giải bóng đá hạng nhất quốc gia Bồ Đào Nha 2015–16 trên sân khách trước Oliveirense (1–2).